# ضبط مولتی‌ترک
ضبط چنداثره (به انگلیسی: Multitrack recording) که به "مولتی ترکینگ" (به انگلیسی: Multitracking) یا "ترکینگ" (به انگلیسی: Tracking) هم شناخته می‌شود، روشی از ضبط صدا است که در سال ۱۹۵۵ ابداع گردید و به واسطهٔ آن، امکان ضبط منابع صوتی مختلف به صورت مجزا، و حتی در زمان‌های مختلف به منظور شکل‌دهی به یک قطعهٔ واحد فراهم گردید. تکنیک مولتی ترکینگ زمانی به مرحلهٔ عمل رسید که ایدهٔ ضبط سیگنال‌های صوتی مختلف به‌طور همزمان برروی یک نوار حلقه‌ای به واقعیت پیوست. یک "ترک" در حقیقت سیگنالی خاص است که در فضای مخصوص به خود و در موقعیتی مجزا از دیگر سیگنال‌های صوتی برروی نوار ذخیره شده‌است. از همین رو سیگنال‌های دیگری که برروی این نوار ذخیره شد اند، بدون تغییر باقی مانده و همگام با سیگنال جدید پخش می‌شوند.

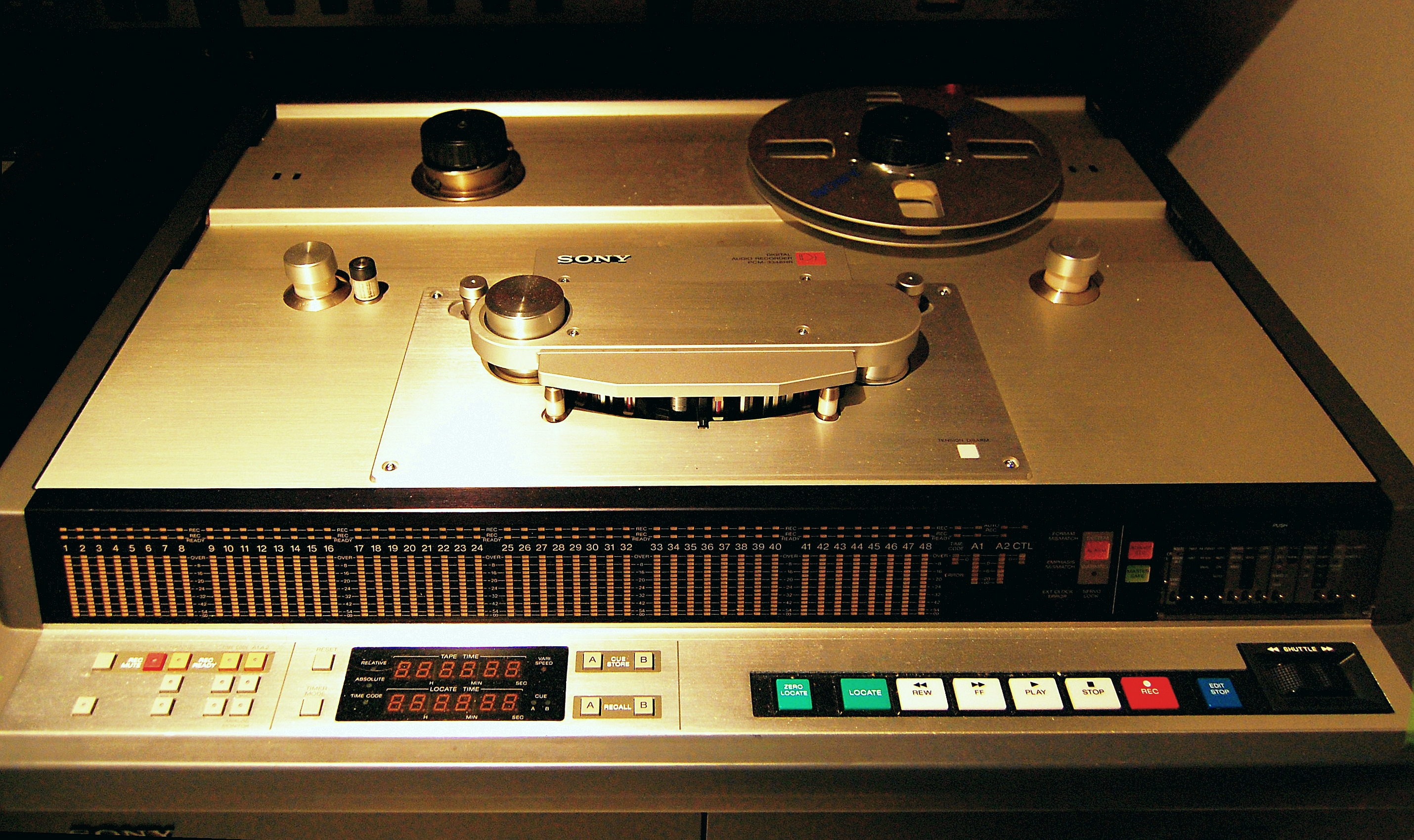
یک دستگاه ضبط مولتی ترک "سونی"

پیش از شکل‌گیری تکنولوژی مولتی ترکینگ، ضبط یک قطعهٔ موسیقی نیازمند حضور همزمان تمام خوانندگان و نوازندگان در استودیوی ضبط و اجرای آن قطعه به صورت کامل و بی‌نقص بود. اما پس از ابداع تکنیک مولتی ترکینگ، مهندسین صدا و تهیه‌کنندگان موسیقی قادر بودند که قطعات مربوط به هرکدام از خوانندگان و نوازندگان را به صورت جداگانه ضبط و از آن برای قطعهٔ اصلی استفاده نمایند. مولتی ترکینگ امکان تنظیم جداگانهٔ ویژگی‌های مختلف سیگنال‌های صوتی را فراهم آورد و از این رو مهندس صدا در استودیو قادر به تغییر حجم صدا یا ویژگی‌های فرکانسی و پانورامیک هر یک از منابع صوتی به صورت جداگانه گردید. همچنین پس از ابداع این تکنیک، تهیه‌کننده قادر بود تا قسمت‌های مختلف موسیقی را مجدداً به صورت جداگانه ضبط کند و به آسانی فرایند صداگذاری برروی موسیقی را انجام دهد یا اشتباهات موجود را اصلاح نماید تا "برداشت" بهتری از قطعهٔ مورد نظر به دست آورد. همچنین با استفاده از مولتی ترکینگ، امکان به‌کارگیری برخی از افکت‌های الکترونیک مانند "ریورب" برروی "ترک"‌های جداگانه (مثلاً صدای خواننده) مهیا شود. این درحالی بود که پیش از این یک تهیه‌کننده قادر نبود که از افکت‌های صوتی فقط برای یک سیگنال صوتی خاص (به عنوان مثال صدای خواننده) استفاده نماید. ابداع تکنیک مولتی ترکینگ تنها یک جهش فنی در صنعت ضبط موسیقی محسوب نمی‌شد. این روش تهیه‌کنندگان و هنرمندان را قادر به ساخت و طراحی اصواتی می‌نمود که تا پیش از این امکان تولید و ضبط آن، چه در استودیو و چه در محیط بیرون از استودیو وجود نداشت. به عنوان مثال، پس دستیابی به این تکنولوژی، یک خواننده قادر بود از صدای خود برای ایجاد هارمونی و قطعه‌های چندصدایی یا ضبط همخوانی‌ها استفاده کند. یک گیتاریست می‌توانست قطعات ریتم نوازی و تکنوازی را به صورت جداگانه ضبط کند.
در دههٔ ۸۰ و ۹۰ میلادی، سیستم‌های کامپیوتری شرایطی را مهیا نمودند که هر دو مرحلهٔ «ضبط» و «تولید» یک اثر موسیقایی وارد دنیای دیجیتال شوند که همین امر موجب انقلابی در صنعیت تولید موسیقی و انتشار آن شد. با شروع هزارهٔ دوم میلادی، سخت‌افزار و نرم‌افزارهای مورد نیاز برای ورود مولتی ترکینگ به دنیای دیجیتال و استفادهٔ آن توسط تهیه‌کنندگان حرفه‌ای مهیا شده بود. این محصولات مورد استفادهٔ مهندسین صدا و گروه‌های موسیقی بدون استودیو بود که از طریق سیستم‌های کامپیوتری خانگی قادر به استفاده از نرم‌افزارهای حرفه‌ای آهنگسازی بودند.